# Rai Ferrer
Raimundo Ferrer Santamaría, conocido como Rai Ferrer (Manciles, Provincia de Burgos, 9 de enero de 1942 - Barcelona, 13 de septiembre de 2017), historiador, periodista, ilustrador gráfico español y libertario de corazón, desarrolló una obra polifacética con la mirada puesta en todos los ámbitos de la cultura y fue uno de los activistas culturales fundamentales en las postrimerías del franquismo que luchó por traer a España los aires de renovación de Europa a través del humor gráfico y de la línea clara del cómic francobelga.

## Biografía
Rai Ferrer nació en la localidad burgalesa de Manciles 9 de enero de 1942. Emigró a Barcelona a los siete años junto a su madre y su hermana. Pasó de los siete a los once años en un orfanato y hasta los trece estuvo ingresado con tuberculosis en un hospital. Tras unas primeras ocupaciones en una farmacia y una librería, a los 16 años comenzó a trabajar como aprendiz repartidor de la editorial Bruguera que abandona para trabajar en la Editorial Marco hasta que comienza el servicio militar en Lérida. En este periodo dibujó el periódico mural El Pernocta.
Entre 1961 y 1966 ilustró los juegos de mesa de la serie Grandes Batallas del Mundo (GBM), creados por Eduardo Rojas y publicados por Rojas y Malaret: Batalla del Metauro, Batalla de Zama (Aníbal), La batalla de Little Big Horn, El Alamein!; además de numerosas expansiones.

Algunos de esos juegos tuvieron edición en Alemania por la casa Hausser, que llevó a ambos creadores a la Feria Internacional del Juguete de Nuremberg en dos . También hubo ediciones de Waddingtons Games (Reino Unido) y de Capiepa (Francia).

Su obra en estos juegos de mesa fue objeto de una exposición en el Festival Internacional de Juegos Córdoba 2014, donde el propio Rai fue autor invitado especial.
Acabado el servicio militar se incorporó como director artístico a la revista Argos donde en 1969 se creó la revista Strong, editada hasta 1971, que se convirtió en una revista cultural y de diseño vanguardista. Llegó a tener una tirada de 100.000 ejemplares y descubrió a los niños españoles iconos del noveno arte como Lucky Luke, Spirou o Los Pitufos. Strong no estuvo exenta de la censura precisamente por una historieta de Los Pitufos titulada El Pitufísimo, que no gustó a las autoridades franquistas porque sonaba a Generalísimo.
En 1975, con el dibujante Luis Díaz y el rotulista Josep Solá formó el Colectivo Onomatopeya y publicaron sus trabajos en revistas como Por favor, El Viejo Topo y la revista Fotogramas. Publicaron la serie Tiempo de estampas, visión anarquista de la historia por la que fueron procesados acusados de injurias al ejército por una sátira sobre Millán Astray, aunque no ingresaron en prisión (coincidiendo con el proceso sufrido por la compañía Els Joglars por su obra La torna). En 1971 el Colectivo Onomatomeya se disolvió.
En 1979 publicó La democracia paso a paso con prólogo de Manuel Vázquez Montalbán y también La novela policiaca como dibujante del Colectivo Onomatopeya y con prólogo de Román Gubern.
En la década de los ochenta publicó obras propias, en colaboración o participando como ilustrador, entre ellas en 1981 La novela de aventuras con Fernando Savater, en 1985 la primera edición de su gran obra Durruti (1896-1936) con prólogo de Enrique Tierno Galván, y en 1986 100 españoles de la razón y de la espada (1931-1939) como Colectivo Onomatopeya compuesto por una serie de biografías, poemas e ilustraciones a partir de las que narra el periodo de la República y la Guerra Civil.
Comenzó a realizar las efemérides para el Diario de Barcelona y Diario 16, donde trabajó como crítico literario especializado en novela popular.
Reeditó Durruti (1896-1936) con la editorial Libertarias-Prodhufi (1996) y publicó Alejandro Lerroux (2003) y Las guerras de Picasso (2007).
En 2010 publica junto a Carlos Azagra "Vientos del pueblo: centenario de la CNT (1910-2010)", editado por la Fundación de Estudios Libertarios Anselmo Lorenzo, adscrita a la Confederación Nacional del Trabajo (CNT).
En 2016 junto a Miguel Agustí publicó La aventura de Strong. Historia de una revista juvenil de culto, una revista cultural, a la europea, con artículos sobre escritores como Rafael Alberti o Miguel Hernández, prohibidos en los libros de texto oficiales.

## Obra
- Revista Strong  (1969-1971)
- Entre las breñas (1970)
- Vampus (1971)
- Bang! información y estudios sobre la historieta; Los tebeos en la industria de la cultura (1975)
- Señas de identidad (1978)
- La democracia paso a paso (1979)
- La Novela de aventuras (1981)
- La Guerra de Troia (1985)
- 100 españoles de la razón y de la espada (1931-1939) (1986)
- La imagen de la novela criminal (1989)
- Durruti (1896-1936) (1996)
- Alejandro Lerroux (2003)
- Las guerras de Picasso (2007)
- Pinzells Satírics (2016)
- La aventura de Strong. Historia de una revista juvenil de culto (2016)

### Ensayo
- La Novela policiaca. Ediciones del Cotal. 1979. ISBN 978-84-7310-027-4.

### Publicaciones gráfico-literarias
- Viento del pueblo: centenario de la cnt (1910-2010). Fundación Anselmo Lorenzo de Estudios Libertarios. 2010. ISBN 9788432058462.
- Durruti (1896-1936). Editorial Planeta. 1985. ISBN 9788486864767.

### Catálogos
- Rai Ferrer: dibujos, collages y fotomontajes. Instituto Municipal de Cultura y Turismo del Ayuntamiento de Burgos. 2002. ISBN 9788487876745.

- Rai Ferrer (Onomatopeya): Pasión por la imagen y la palabra. Instituto Municipal de Cultura y Turismo del Ayuntamiento de Burgos. 2021. ISBN 9788492973538.

## Exposiciones
- En 1996 el Colegio de Periodistas de Cataluña organizó la exposición titulada Rai Ferrer (Onomatopeya) 20 anys.

- En 2019 el Colegio de Periodistas de Cataluña organizó la exposición titulada Rai Ferrer. Señas de identidad.

- En 2016 el Casal de Barri de Prosperitat organiza la exposición titulada 40 efemérides. Dibujos originales de Rai Ferrer.

- En 2021 se organizó en la Sala de Exposiciones del Arco de Santa María del Ayuntamiento de Burgos una exposición retrospectiva, comisariada por la viuda del artista, la periodista y crítica de arte Marie Clarie Uberquoi, titulada Rai Ferrer (Onomatopeya), pasión por la imagen y la palabra.[11] El catálogo de la exposición cuenta con textos de Juan Manuel Bonet, exdirector del Instituto Valenciano de Arte Moderno (IVAM) y del Museo Nacional Centro de Arte Reina Sofía de Madrid, Miguel Agustí y Mario Gas.